# The Landmark
The Landmark est un gratte-ciel de 72 étages situé à Abu Dhabi aux Émirats arabes unis.
L'architecte est l'américano-argentin Cesar Pelli.